# Karen Muir
Pour les articles homonymes, voir Muir.
Karen Muir (né le 16 septembre 1952 à Kimberley et morte le 1er avril 2013 à Mossel Bay) est une nageuse sud-africaine.

## Biographie
Remarquée dès son plus jeune âge, elle devient le 10 août 1965, à 13 ans, la plus jeune personne de l'Histoire détentrice d'un record du monde, après avoir terminé le 110 yards dos en 1 min 08 s 07. Elle améliore ainsi de 7 dixièmes de seconde le record détenu jusqu'ici par Linda Ludgrove (en). 
Dans les années 1960, elle bat une quinzaine de records du Monde mais ne participera jamais aux Jeux olympiques, son pays en étant exclu en raison de l'apartheid. En 1969, elle améliore notamment le record du monde du 100 mètres dos en 1 min 5 s 6 et réalise cette année-là la deuxième performance mondiale sur le 200 mètres dos derrière l'Américaine Sue Attwood.  
En 1970, alors qu'elle n'a que 18 ans elle met un terme à sa carrière sportive et s'inscrit au lycée avant de poursuivre des études à l'Université de l'État-Libre et de devenir médecin. En 1980, elle est la première personnalité sud-africaine à être faite membre de l'International Swimming Hall of Fame.
En 2000, elle émigre au Canada où elle s'installe à Vanderhoof et exerce comme médecin généraliste.
Karen Muir meurt à Mossel Bay le 1er avril 2013 des suites d'un cancer du sein.